# Партач
Парта́ч (пол. partacz, від лат. parte paternitatis — «той, що не належить до цеху») — позацеховий ремісник. Через те, що у середньовіччі у європейських містах офіційним визнанням професіоналізму була належність до цеху, люди, які займалися ремеслом і не належали до цеху вважалися ремісниками «другого сорту». Тому слово «партач» набуло зневажливого, негативного відтінку — «людина, яка робить, виконує що-небудь невміло або неохайно, недбало»; від нього також утворене дієслово «партачити». Цехові ремісники були зацікавлені у псуванні ділової репутації партачів.